# سیارک ۶۸۷۳۰
سیارک ۶۸۷۳۰ (به انگلیسی: 68730 Straizys، نامگذاری:2002EA13) شصت و هشت هزار و هفتصد و سی‌امین سیارک کشف شده‌است که در ۱۵ مارس ۲۰۰۲ کشف شد.